# Турша
Турша (мар. Туршо) — посёлок в Медведевском районе Марий Эл Российской Федерации. Входит в состав Люльпанского сельского поселения.
Численность населения — 1 чел. (2021 год).

## География
Располагается в 15 км от административного центра сельского поселения — деревни Люльпаны. Посёлок примыкает к железнодорожному остановочному пункту Турша на линии Зелёный Дол — Яранск.

## История
До 1 апреля 2014 года посёлок входил в состав упразднённого сельского поселения Туршинское.

## Население
| 2010 | 2011 | 2012 | 2013 | 2015 | 2016 | 2018 |
| ---- | ---- | ---- | ---- | ---- | ---- | ---- |
| 9    | ↘3   | ↘1   | →1   | →1   | →1   | →1   |
| 2019 | 2020 | 2021 |      |      |      |      |
| →1   | →1   | →1   |      |      |      |      |